# Xavier-Marie Baronnet
Xavier-Marie Baronnet SJ (* 5. April 1927 in Chantenay-sur-Loire, Département Loire-Atlantique, Frankreich; † 8. September 2012 in Paris) war ein französischer Geistlicher und römisch-katholischer Bischof von Port Victoria auf den Seychellen.

## Leben
Xavier-Marie Baronnet, der am 1. Mai 1927 getauft wurde, wuchs in Pontivy im Département Morbihan in der Bretagne auf. Nach seinem Wehrdienst trat er am 16. Oktober 1950 in Laval der Ordensgemeinschaft der Jesuiten bei, wo er 1950 bis 1952 sein Noviziat absolvierte und die spirituelle Ausbildung der Jesuiten erhält. Von 1953 bis 1956 studierte er Philosophie in Chantilly und absolvierte ein Lehrpraktikum an der Ecole Ste Geneviève. Nach dem Studium der Katholischen Theologie von 1957 bis 1961 empfing er am 7. September 1960 das Sakrament der Priesterweihe.
An der Sorbonne in Paris studierte er afrikanische Soziologie und beteiligte sich 1962 an der Gründung und Aktivitäten des INADES (Institut Africain pour le Développement Economique et Social), einer Non-Profit-Organisation für Entwicklungsprojekte in Afrika mit Sitz in Elfenbeinküste. Nach weiteren umfangreichen jesuitischen Ausbildungen verließ er 1966 Afrika und ging nach Französisch-Polynesien, wo er die Arbeit der Erzbischöfe von Tahiti (Paul-Laurent-Jean-Louis Mazé SS.CC und ab 1973 Michel-Gaspard Coppenrath) unterstützte. Ab 1976 war Baronnet in Réunion tätig. 1980 war er an der Gründung der CEDOI (Conférence Episcopale d’Océan Indien) in Réunion beteiligt.
1987 wurde er zum Generalalmosenier der Scouts de France ernannt und bildete dort Führungskräfte und Seelsorger aus. Von 1993 bis 1993 war er Sekretär der katholischen Konferenz der Inseln Mauritius, Réunion und Seychellen. 1994 wurde er zum Superior der Jesuiten ernannt, die im Gebiet des Indischen Ozeans wirkten.
Papst Johannes Paul II. ernannte ihn am 3. März 1995 zum Bischof von Port Victoria. Die Bischofsweihe spendet ihm der Bischof von Saint-Denis-de-La Réunion, Gilbert Guillaume Marie-Jean Aubry, am 25. Juni 1995; Mitkonsekratoren waren Maurice Piat CSSp, Bischof von Port-Louis, und Jean-Samuel Raobelina MS, Bischof von Tsiroanomandidy.
Für seinen vielfältigen Dienst wurde ihm am 14. Mai 2001 Denis Wiehe CSSp als Koadjutor zur Seite gestellt. Nachdem Johannes Paul II. am 1. Juni 2002 sein aus Altersgründen vorgebrachtes Rücktrittsgesuch angenommen hatte, kehrte Baronnet in seine französische Heimat zurück und verbrachte seinen Ruhestand in Paris.

## Wirken
Xavier-Marie Baronnet initiierte die Renovierung der Kathedrale de l’Immaculée Conception, später auch die Wallfahrtskirche Unserer Lieben Frau von La Salette (Kapelle Cap Ternay), das Kloster der Schwestern des Heiligen Joseph von Cluny in Roche Caïman (Sœurs de Saint-Joseph de Cluny), die Kirche St. Joseph auf Praslin und weitere. Während seines Episkopats wurden mehrere neue Gruppen, Bewegungen und Dienstleistungen entwickelt wie PODAS (Parents of disabled Persons Association), einer Vereinigung von Eltern von behinderten Personen, und die Association des parents des enfants handicapés, einer Vereinigung der Eltern von behinderten Kindern. Des Weiteren initiierte er die Vereine zur Familienförderung, APSHF (Association for the Promotion of Solid Humane Families) und Association pour la promotion des familles humaines et solides sowie einem Verband für die christlichen Seefahrer der Seychellen Le Syndicat Chrétien des Pêcheurs Seychellois.
Bischof Baronnet engagierte sich für die Ausbildung und gab die Übersetzung des Neuen Testaments in Kreolsprache in Auftrag. Mit dem nationalen Bildungsministerium der Seychellen verhandelte er ein Abkommen zur Ansiedlung von katholischen Schulen für den Zeitraum von 99 Jahren und für einen symbolischen Betrag von einer Rupie (Rs. 1,00) pro Jahr.
Baronnet begründete die La Mission Catholique Romaine aux Seychelles, aus der die L’Eglise Catholique Romaine aux Seychelles (Die römisch-katholische Kirche auf den Seychellen) hervorging.
1998 unterstützte er die Fusion der beiden Ordenskongregationen Congrégation des sœurs de Sainte Elizabeth und der Sœurs des Filles de Marie.
Für sein Wirken wurde er am 18. Februar 1998 von Staatspräsident Jacques Chirac zum Ritter der Ehrenlegion und von François Hollande am 13. Juli 2012 zum Offizier der Ehrenlegion ernannt.